# East Hampshire
Pour la circonscription, voir East Hampshire (circonscription du Parlement britannique).
East Hampshire est un district non métropolitain du Hampshire, en Angleterre. Comme son nom l'indique, il est situé dans l'est du comté, à la frontière des comtés du Surrey et du Sussex de l'Ouest. Son chef-lieu est Petersfield.

## Composition
Le district est composé des villes et paroisses civiles suivantes :
- Alton
- Beech
- Bentley
- Bentworth
- Binsted
- Bramshott and Liphook
- Buriton
- Chawton
- Clanfield
- Colemore and Priors Dean
- East Meon
- East Tisted
- Farringdon
- Four Marks
- Froxfield and Privett
- Froyle
- Grayshott
- Greatham
- Hawkley
- Headley
- Horndean
- Kingsley
- Langrish
- Lasham
- Lindford
- Liss
- Medstead
- Newton Valence
- Petersfield
- Ropley
- Rowlands Castle
- Selborne
- Shalden
- Sheet
- Steep
- Stroud
- West Tisted
- Whitehill
- Wield
- Worldham